# Marco Ferrara Ferrero
Marco Ferrara Ferrero (Lausana, Suiza, 30 de abril de 1982) es un político español originario de Zamora, Castilla y León. Licenciado en ciencias políticas con especialización en comunicación política. Periodista.
Miembro del Comité Federal del PSOE de mayo de 2012 a marzo de 2018. Secretario general del PSOE Lausanne de octubre de 2012 a junio de 2022. Portavoz del PSOE Europa de septiembre de 2004 a mayo de 2012. Elegido secretario de Comunicación e Información por el 7 Congreso de la federación, ha pasado a ser secretario de Comunicación e Innovación en el 8 Congreso, celebrado en septiembre de 2008. Anteriormente ha sido secretario de Organización del PSOE Lausanne y coordinador de campaña para el oeste de Suiza (2004). Ha sido miembro del Consejo de Residentes Españoles (CRE) de la demarcación de Ginebra desde del 2006 al 2016, creando el portal Espanoles.ch lanzado en 2009 con el apoyo del Gobierno de España.
Ha sido uno de los promotores de la modernización del léxico político español que permitió pasar de la terminología administrativa de "emigrantes" a "ciudadanos españoles en el exterior", plasmada a través de la Ley 40/2006, de 14 de diciembre, del Estatuto de la ciudadanía española en el exterior. Es uno de los ideólogos del PSOE Europa en materia de españoles en el exterior y representación parlamentaria directa de los expatriados.
Es unos de los 25 firmantes del manifiesto "Mucho PSOE por hacer", junto con Carme Chacón y Juan Fernando López Aguilar (entre otros), y autor del anexo "Ciudadanía española en el exterior" publicado por esta misma plataforma de cara al 38 Congreso federal del PSOE.
| Predecesor: (vacante)                                | Secretario de Organización del PSOE Lausanne 2003 - 2008                                              | Sucesor: Samantha Sáez                     |
| Predecesor: Javier Pérez Bazo                        | Secretario de Comunicación e Información del PSOE Europa 2004 - 2008                                  | Sucesor: Fusión con Estudios y Programas   |
| Predecesor: Fernando Fernández                       | Consejero del Consejo de Residentes Españoles (CRE) de la demarcación consular de Ginebra 2006 - 2016 | Sucesor: -                                 |
| Predecesor: José Rojas Alonso (Estudios y Programas) | Secretario de Comunicación e Innovación del PSOE Europa 2008 - 2012                                   | Sucesor: Víctor Gómez Frías (Comunicación) |
| Predecesor: Eugenio Muñoz                            | Miembro del Comité Federal del PSOE por el PSOE Europa 2012 - 2018                                    | Sucesor: Antón Leis                        |
| Predecesor: Margarita López Sánchez                  | Secretario general del PSOE Lausanne 2012 - 2022                                                      | Sucesor: (ninguno)                         |